# Premi Lumière 1997
La cerimonia di premiazione della 2ª edizione dei Premi Lumière si è svolta il 13 gennaio 1997 ed è stata presieduta da Philippe Noiret.

## Vincitori
- Miglior film: Ridicule, regia di Patrice Leconte
- Miglior regista: Cédric Klapisch - Aria di famiglia (Un air de famille)
- Miglior attrice: Fanny Ardant - Ridicule
- Miglior attore: Charles Berling - Ridicule
- Migliore sceneggiatura: Cédric Klapisch, Agnès Jaoui e Jean-Pierre Bacri - Aria di famiglia (Un air de famille)
- Miglior film straniero: Il postino, regia di Michael Radford